# Matías Barrio y Mier
Matías Barrio y Mier (Verdeña, Palencia, 10 de febrero de 1844-Madrid, 23 de junio de 1909) fue un abogado, catedrático y político carlista español.

## Biografía
Nació el 10 de febrero de 1844 en la pequeña localidad de Verdeña, provincia de Palencia.
Estudió las carreras de Archivero y Bibliotecario, Filosofía y Letras y Derecho. Ocupó la cátedra de Geografía e Historia en Zaragoza entre 1871 y 1874.
Adherido al carlismo durante el Sexenio Revolucionario, resultó elegido diputado a Cortes por el distrito de Cervera de Pisuerga en las elecciones de 1871. Iniciada la tercera guerra carlista, se fue con Don Carlos al norte, por lo que perdió su cátedra en Zaragoza. Durante la contienda bélica fue corregidor de Vizcaya y rector de la Universidad de Oñate. Perdida la guerra para los carlistas, se fue a la emigración.
A su regreso a España, hizo oposición a una cátedra distinta en la Universidad de Oviedo y se la dieron. Perdió esta cátedra por ser diputado a Cortes, por lo que hizo terceras oposiciones a una de la Universidad Central de Madrid, y también la ganó. En esta última llegaría a ser decano de la Facultad de Derecho.
Ejerció asimismo como abogado de los colegios de Madrid, Valladolid, Burgos, Palencia, entre otros, y fue consejero de Instrucción Pública y vocal de la Comisión de Códigos.

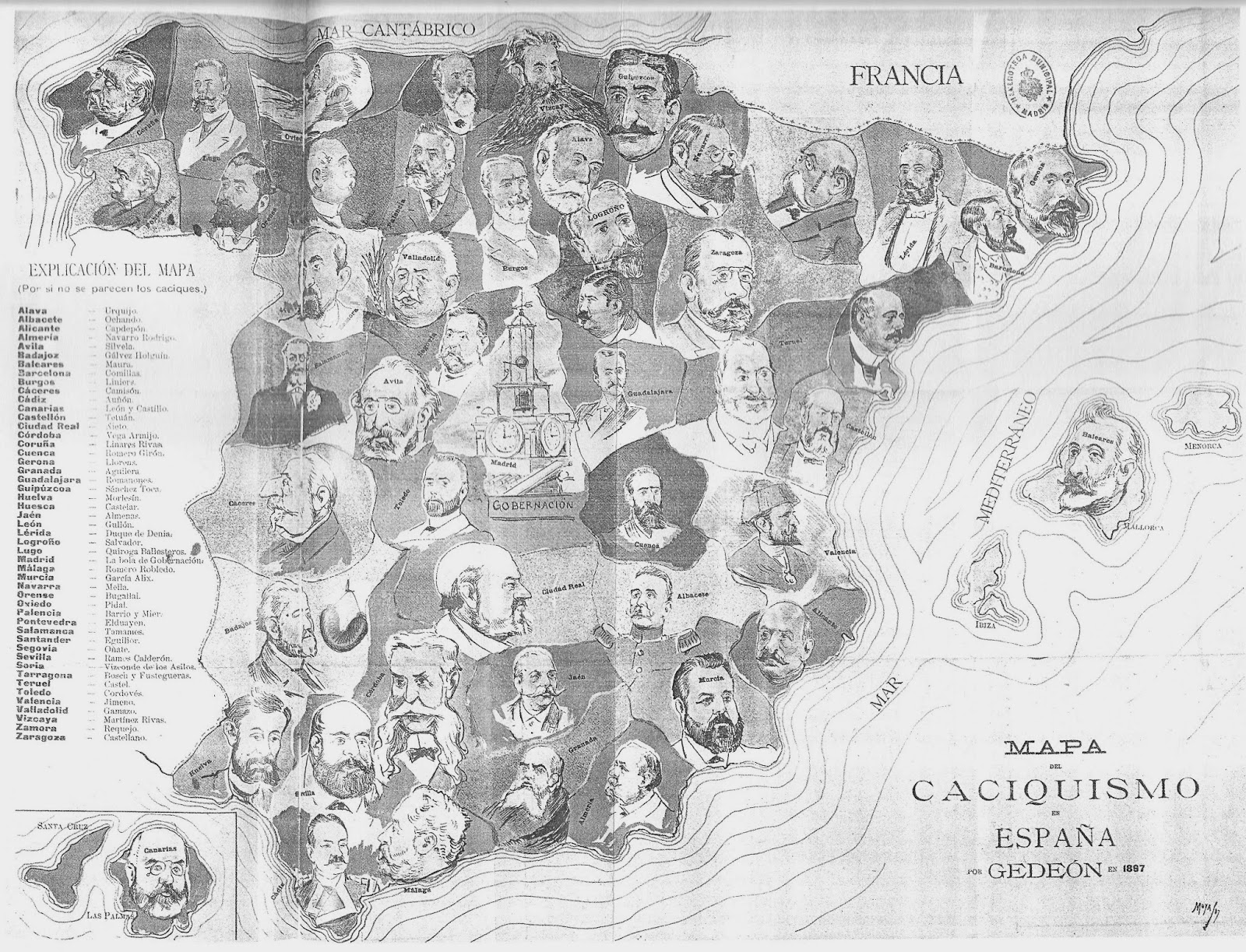
«Mapa del caciquismo en España», por Joaquín Moya; Barrio y Mier en Palencia.

Ya en la Restauración, fue nuevamente elegido diputado por Cervera de Pisuerga en las elecciones de 1891, 1893, 1896, 1898, 1899, 1901, 1905 y 1907, siempre como carlista.
Según «Eneas», la idea romántica de una monarquía paternal era lo que más le agradaba a Barrio y Mier del carlismo. En el debate político de 1891 expuso estas ideas en el Congreso con su voz «clara, dulce y atrayente», llegando —a decir de este autor— a cautivar a sus oyentes.
A pesar de su erudición en la historia del Derecho, no dejó obras escritas, ya que, además de su trabajo en la Universidad y en el Consejo de Instrucción Pública, el cargo de diputado en las Cortes le absorbía todo su tiempo. Según el periódico El Universo, mantenía correspondencia con casi todos sus electores, algunos de los cuales incluso le mandaban recados personales que él aceptaba. Su salud se resintió mucho al morir un hijo suyo, de cuya pérdida no se recuperó.
Falleció el 23 de junio de 1909 en Madrid. Barrio y Mier, que en 1899 había sido nombrado jefe delegado de la Comunión Tradicionalista en sustitución del marqués de Cerralbo, fue reemplazado en dicho cargo tras su muerte por Bartolomé Feliú.

## Familia y legado
Tras fallecer, su cadáver fue trasladado a Cervera del Pisuerga. Acudió al entierro una comisión de veinticinco diputados designada por el presidente del Consejo, Eduardo Dato. También asistió el claustro en pleno de catedráticos de Derecho de la Universidad Central, además de los decanos de las otras facultades y muchas otras personas.
Estuvo casado con Maximina Marcos Sánchez, con quien tuvo varios hijos. Según Luis Cortés Echánove, Matías Barrio y Mier era un hombre muy familiar al que le gustaba pasar tiempo con sus nietos e imbuirles «firmes sentimientos de amor a España»; algunos de ellos morirían durante el «Alzamiento Nacional». Otro de sus nietos, Carlos Barrio Cuadrillero, fue médico militar y escribió sobre el método de control de natalidad Ogino-Knaus.
El 24 de septiembre de 1947 se le rindió un homenaje póstumo en Verdeña, organizado por la madrileña Casa de Palencia, durante el cual se descubrió una lápida en su recuerdo en la casa en que nació. En la ciudad de Palencia aún conserva una calle a su nombre.